# Tame (Arauca)
Tame es un municipio situado en el suroccidente del departamento de Arauca (Colombia), a una altitud de 343 m s. n. m., ubicado en una meseta de las últimas estribaciones de la Cordillera Oriental, la cual baja encajonada por la vertiente de los ríos Tame y Cravo. 
Es paso obligado para quienes viajan del centro del país al departamento de Arauca. En esta localidad se encontraron por primera vez el libertador Simón Bolívar y el general Francisco de Paula Santander. Bolívar le dio a Tame el título de «Cuna de la Libertad», pues fue en Tame donde nació el Ejército Nacional de Colombia.
Tame es reconocido como un espacio con gran diversidad de fauna y de flora, además de tener pozos petroleros que contribuyen al sostenimiento del país.

## División Político-Administrativa
Además de su Cabecera municipal, Tame tiene bajo su jurisdicción los siguientes corregimientos:
- Alto Cauca
- Betoyes
- Botalón
- Corocito
- Flor Amarillo
- La Holanda
- Las Malvinas
- Pueblo Seco
- Puente Tabla
- Puerto Gaitán
- Puerto Miranda
- Puerto San Salvador
- Santo Domingo

## Geografía
Esta región, que comienza en la Sierra Nevada del Cocuy y continúa hacia abajo, también está conformada por sabanas ácidas, en ocasiones cóncavas, fenómeno por el cual se manifiestan mal drenadas; sin embargo, existen en el piedemonte suelos fértiles que permiten cultivos exigentes. 
Posee diferentes pisos térmicos que van desde el frío de la Sierra Nevada del Cocuy hasta el clima tropical de las sabanas que se extienden después de que concluyen los montes de la cordillera y las selvas. 

### Ubicación
El Municipio de Tame tiene una extensión de 6.499 km². Se localiza en el extremo suroccidental del Departamento, donde confluyen dos ejes viales principales; la ruta de los libertadores (Bogotá-Tunja-Tame-Arauca-Caracas) y la troncal del llano (Bogotá-Villavicencio-Yopal-Tame-Saravena). 
Es el punto de distribución del tráfico terrestre hacia Puerto Rondón, Cravo Norte, Arauca, Saravena, Puerto Jordán, Panamá y Fortul. Esta localización da al municipio de Tame ventajas comparativas en el contexto departamental. También es punto de referencia para el transporte aéreo a través de la aerolínea comercial Satena, que interconectan a Tame con el resto del país.

## Símbolos

### Escudo
El autor del Escudo de Tame fue Álvaro Piñeros. El escudo se compone de la siguiente manera:
- El sol, la cordillera y los ríos significan la verdad climática y la riqueza fluvial del Municipio.
- El indígena representa el ancestro Girara, tribu principal que habitaba el territorio de Tame en la época precolombina.
- La parte superior derecha encierra la riqueza en fauna y pecuaria de la región; en el sector inferior derecho, el racimo de plátanos y la rueda dentada significan la vocación agroindustrial del municipio.
- El jinete de la parte superior del escudo evoca la bravura de los lanceros que al lado de Juan José Rondón participaron en la campaña libertadora.

### Bandera
La bandera del Municipio fue diseñada por la señora Carmen Teresa Molina Ibarra. La conforman tres colores: 
- Verde: Es el color del límite de la llanura que se extiende hacia el oriente y sur, puesto que aquí termina el Sarare (región selvática) y comienza la Orinoquia.
- Blanco: Significa la paz lograda a través de la lucha de los moradores; también es el color de la Sierra Nevada del Cocuy, hasta donde ascienden los límites territoriales del municipio, que posee todos los climas, desde las nieves perpetuas hasta el clima de la ardiente llanura.
- Rojo: Simboliza la sangre derramada por los patriotas que en el Pantano de Vargas y Boyacá, batallas decisivas para alcanzar la independencia.

### Himno
| Autora: Elvira Sánchez de Granados. CORO A las Glorias de Tame cantemos corazones henchidos de amor, consagrar un recuerdo anhelamos a este pueblo de hazañas y honor. | I Cuántas glorias ostenta mi pueblo, su recuerdo no puedo olvidar que sus hijos valientes sellaron los principios de libertad. II Es tapiz de esmeralda su suelo, do cruzaron valientes llaneros y exponiendo sus vidas primero libertad en el puente nos dieron. | III Con sus potros cual nuevos centauros y sus lanzas allá en el pantano rompieron por siempre cosechando lauros las viles cadenas que forjó el tirano. IV Abre Tame tus brazos queridos y recibe esta ofrenda sagrada son tus hijos que ensalzan los hechos de una raza valiente y honrada. |

## Historia

### Fundación

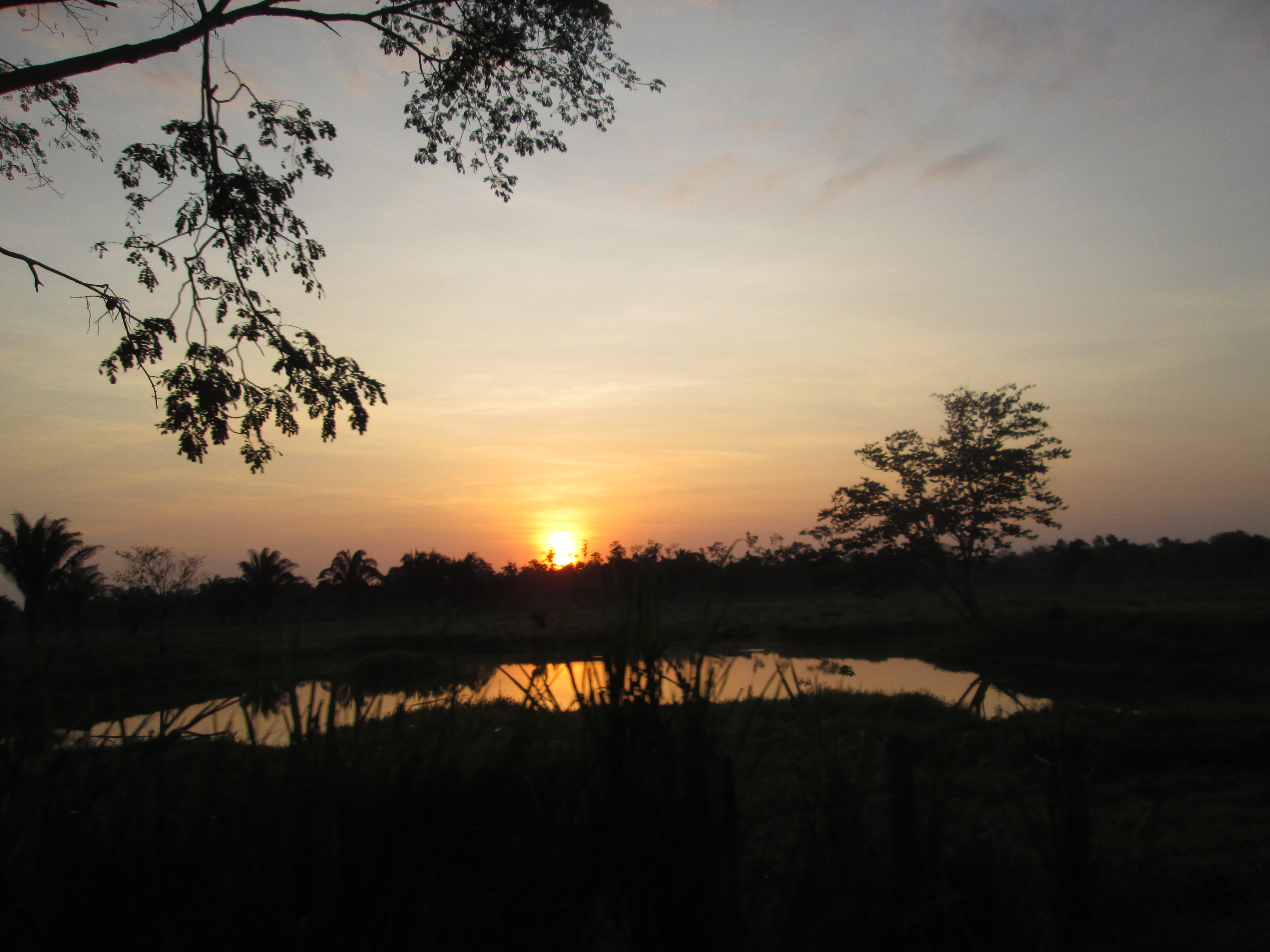
Amanecer en Tame.

En la época precolombina, el territorio del actual municipio de Tame estuvo habitado por grupos indígenas identificados como arauquinoides, pertenecientes a las familias guahibo, betoi y arawak, establecidas en asentamientos sedentarios que como Horouchoebía, Coroní, Saborosama, Ischtaburabi, Cobariba, Macaguane, Betoyes y Patute, fueron sometidas por los españoles. 
Los indígenas de la región poseían cohesión política y una especialización económica que permitía el intercambio de productos en cuya elaboración algunos grupos habían logrado cierto desarrollo, como fue la agricultura, renglón que complementaban con la caza, la pesca y la siembra de la palma de cumare y el moriche. 
La población de Tame fue fundada por Alonso Pérez de Guzmán alrededor del año 1628, tomando como base un caserío de indígenas Giraras. Cercano a este y al río Tame, con su hermano Andrés, fundó otro poblado que se denominó “Espinosa de las Palmas”, destinado a albergar españoles. Pocos años después fue destruido este poblado, muerto Pérez de Guzmán y sus soldados por los indios Giraras de Tame, en venganza por las actividades esclavistas que aplicaba el español con los indígenas.

### Nuevo Reino de Granada
Durante la colonia, a partir del latifundio de 220 mil hectáreas, que se erigió como la hacienda madre de todas las propiedades que poseía en los Llanos del Orinoco la Compañía de Jesús, se organizó y estableció un poderoso complejo agroindustrial de grandes proyecciones en el mercado internacional, debido a que en la época se competía a través de la red fluvial de la cuenca hidrográfica que permitía la salida al mar y el comercio con puertos europeos y norteamericanos a donde se exportaba café, cacao, tabaco, sarrapia, pieles y plumas de garza, siendo esta última muy apetecida cuando la moda de la nobleza del Viejo Continente exigía su utilización. 
La redistribución de las mercancías que llegaban por el Casanare hasta el Puerto de San Salvador o por el Arauca hasta Arauquita, se hacía en recuas de mulas y arreos de bueyes que transitaban hasta Tame y de Tame a Bogotá. Fueron apreciados los servicios que en esta modalidad prestaban el venezolano Abelardo Bravo y Florentino Cruz, quienes también poseían grandes bodegas y almacenes que surtían expendios menores.

### Independencia
La participación de Tame en la emancipación de Colombia fue determinante y se inició en 1812, cuando el dominico fray Ignacio Mariño, junto con Juan Galea y Ramón Nonato Pérez, organizaron un ejército para rechazar la reconquista española, haciendo que los territorios de Arauca y Casanare permanecieran libres. Bolívar y Santander se encontraron allí el 12 de junio de 1819; en su discurso del brindis, Bolívar dio a Tame el título de «Cuna de la libertad», porque allí nació el Ejército Nacional de Colombia para organizar e iniciar la campaña que culminó con la victoria en los campos de Boyacá. 
Cuatro tameños integraron el grupo de los 14 lanceros que en el Pantano de Vargas, al mando de Juan José Rondón, definieron la suerte de la Nueva Granada. Ellos fueron: Pablo Matute, Bonifacio y Saturnino Gutiérrez y José Inocencio Chinca.

### Modernidad
En 1925, los municipios de Tame y San Lope, al norte del río Casanare, pasaron a formar parte de la jurisdicción de la entonces Comisaría de Arauca. Su inclusión no modificó en ninguna forma la jurisdicción de los otros corregimientos y municipios, pero se amplió notablemente la extensión territorial araucana.

## Economía

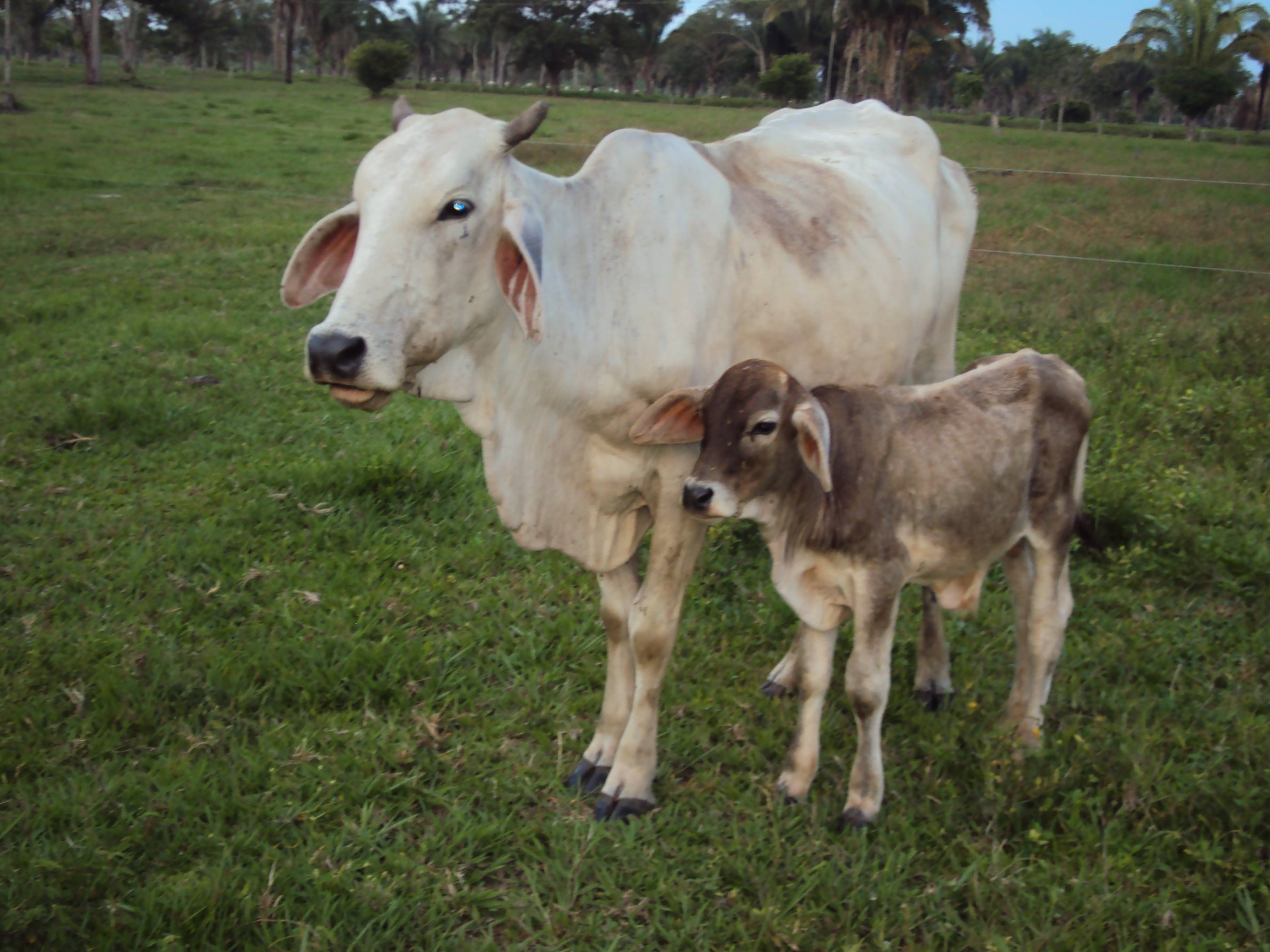
La ganadería es la actividad de mayor importancia en la región.

La vocación productiva del municipio se manifiesta especialmente en las actividades pecuarias, agrícolas y forestales, el comercio y últimamente en la agroindustria. La ganadería es la actividad de mayor importancia económica; su estructura productiva avanza con mayores niveles de tecnología, sin desconocer la calidad de ganado que ofrecen muchas fincas tanto de ganadería de ceba como de leche. 
En cuanto a la producción agrícola, su mayor potencialidad se encuentra en el uso del suelo en el piedemonte. Desde el punto de vista económico, esta es un área muy importante, debido a que en la agricultura el proceso de valorización de los recursos adquiere una dinámica mayor, en función de una rotación más rápida del capital. 
La agroindustria y las actividades de comercio también han venido registrando un importante crecimiento. En Tame se ubican empresas importantes a nivel departamental como Coolactame, la Subasta Ganadera, Cooagromult y Recolectando.

## Parques
Tame cuenta con cuatro parques principales, que son:
Parque General Santander (Central).
Parque Los Lanceros.
Parque de la Virgen.
Parque San Antonio.
Parque de la Mujer.
Plazoleta del Encuentro.
Plazoleta de los Caballos.

## Educación

### Centros educativos públicos
- Institución Educativa Inocencio Chincá.
- Institución Educativa Liceo Tame.
- Institución Educativa Oriental Femenino.
- Institución Educativa Nacional San Luis.
- Institución Educativa Técnico Industrial Froilán Farias.
- Institución Educativa Joel Sierra González.
- Institución Educativa Ernesto Rincón Ducón.

### Centros educativos privados
- Unidad Educativa Liceo Adventista Libertad.
- Corporación Educativa Aprender.

## Vías de comunicación
- Aéreas: Bogotá - Tame y viceversa, los días lunes y viernes por la empresa SATENA
- Terrestres: Con cualquier parte del Departamento y el país, entre las principales empresas están: Libertadores, Cootranstame, expreso paz del río, Alianza.

## Sitios de interés
- Laguna de la Vieja.
- Monumento a los Lanceros.
- Plazoleta de encuentro Bolívar y Santander.
- Río Tame.
- Caño Gualabao.

## Estructura organizacional municipal
| Tame         | Tame        | Tame                       |
| Departamento | Código DANE | Categoría municipal (2023) |
| ------------ | ----------- | -------------------------- |
| Arauca       | 81794       | Sexta                      |

- Personería: Es un centro del Ministerio Público de Colombia que ejerce, vigila y hace control sobre la gestión de las alcaldías y entes descentralizados; velan por la promoción y protección de los derechos humanos; vigilan el debido proceso, la conservación del medio ambiente, el patrimonio público y la prestación eficiente de los servicios públicos, garantizando a la ciudadanía la defensa de sus derechos e intereses.

El actual Personero municipal es Juan Villate Camargo (2024-2027).
- Concejo Municipal: Es la suprema autoridad política del municipio. En materia administrativa sus atribuciones son de carácter normativo. También le corresponde vigilar y hacer control político a la administración municipal. Se regulan por los reglamentos internos de la corporación en el marco de la Constitución Política Colombiana (artículo 313) y las leyes, en especial la Ley 136 de 1994 y la Ley 1551 de 2012. Constituido por x concejales por un periodo de 4 años.

Constituido por 13 concejales por un periodo de 4 años.
- Alcaldía Municipal: En esta se encuentra la administración municipal y las entidades descentralizadas del municipio.

El Alcalde se pronuncia mediante decretos y se desempeña como representante legal, judicial y extrajudicial del municipio. El actual Alcalde municipal es Miguel Bastos Morales (2024-2027), elegido por voto popular.
- JAL. Sin constitución alguna en los corregimientos del municipio.